# Kotschki (Nowosibirsk)
Kotschki (russisch Ко́чки) ist ein Dorf (selo) in der Oblast Nowosibirsk in Russland mit 4055 Einwohnern (Stand 14. Oktober 2010).

## Geographie
Der Ort liegt etwa 175 km Luftlinie westsüdwestlich des Oblastverwaltungszentrums Nowosibirsk in der Barabasteppe. Er befindet sich am rechten Ufer des Oberlaufes des Karassuk, gegenüber dem Dorf Krasnaja Sibir.
Kotschki ist Verwaltungszentrum des Rajons Kotschkowski sowie Sitz und einzige Ortschaft der Landgemeinde (selskoje posselenije) Kotschkowski selsowet.

## Geschichte
Das Dorf entstand in der zweiten Hälfte des 18. Jahrhunderts am Handelsweg vom 1750 gegründeten Karassuk nach Kolywan. Etwa 100 Jahre blieb Kotschki (auch als Kotschkowskoje bezeichnet) unbedeutend, bis sich in der zweiten Hälfte des 19. Jahrhunderts seine Einwohnerzahl durch Umsiedler aus dem europäischen Teil Russlands vervielfachte und das Dorf Verwaltungssitz einer Wolost wurde. Seit 12. September 1924 mit Unterbrechung zwischen 1963 und 1965 ist Kotschki Verwaltungssitz eines nach ihm benannten Rajons.

### Bevölkerungsentwicklung
| Jahr | Einwohner |
| ---- | --------- |
| 1782 | 107       |
| 1857 | 174       |
| 1897 | 2820      |
| 1939 | 3333      |
| 1959 | 2996      |
| 1970 | 3007      |
| 1979 | 3649      |
| 1989 | 4363      |
| 2002 | 4154      |
| 2010 | 4055      |

Anmerkung: ab 1897 Volkszählungsdaten

## Verkehr
Kotschki liegt an der Regionalstraße 50K-17 (ehemals R382), die von Nowosibirsk über Ordynskoje kommend von Kotschki weiter den Karassuk abwärts über das westlich benachbarte Rajonzentrum Krasnosjorskoje in die Stadt Karassuk und zur Staatsgrenze mit Kasachstan führt (dort weiter als A17 zunächst in Richtung Pawlodar). In Kotschki zweigt nach Norden die 50K-09 ab, die zur etwa 100 km entfernten Stadt Kargat an der föderalen Fernstraße R254 Irtysch Tscheljabinsk – Omsk – Nowosibirsk führt. Dort befindet sich auch an der Transsibirischen Eisenbahn die nächstgelegene Bahnstation (in südlicher Richtung verläuft nur etwa 60 km entfernt die „Mittelsibirische Magistrale“ Omsk – Karassuk – Srednesibirskaja bei Barnaul; zu dieser Strecke besteht aber von Kotschki bislang keine direkte Straßenverbindung).